# Ángel Caffarena
Ángel Caffarena Such, né à Malaga le 16 octobre 1914 et mort dans la même ville le 25 février 1998 , est un poète et éditeur de poésie appartenant à la Génération de 27.
Il fonde dans les années 1950 la maison d'édition Librería Anticuaria El Guadalhorce, avec laquelle il édite entre autres de nombreux livres de poésie d'auteurs débutants, dont Pere Gimferrer.
Il est académicien de la Real Academia de Bellas Artes de San Telmo (es).

## Biographie

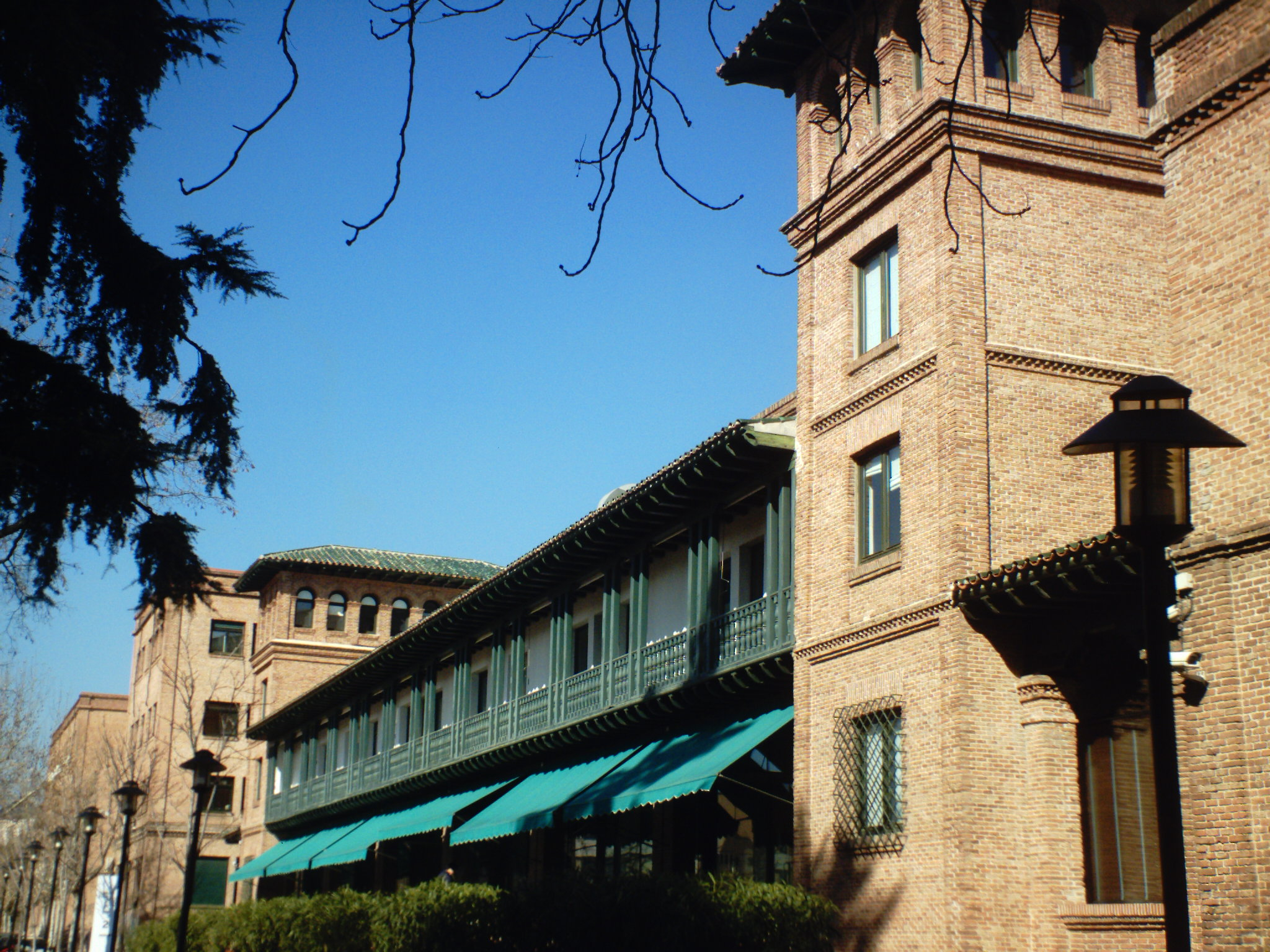
Bâtiment de réception et entrée aux pavillons de la Résidence d'étudiants de Madrid.

Ángel Caffarena est né à Malaga en 1914. Fils de Luis Caffarena et María Such, il est aussi le neveu du poète de la Génération de 27 Emilio Prados.
Il étudie à Madrid la philosophie dans les années 1930 et est logé dans la Résidence d'étudiants de Madrid, grâce à Emilio Prados qui y est également logé, où il côtoie des poètes, musiciens et autres intellectuels. Il y rencontre Miguel Hernández, ce qui va le marquer de manière importante, notamment lors de sa vie à Alicante.
Pendant la Guerre civile espagnole, il est sous-lieutenant dans l'armée du « bando nacional », et participe notamment aux batailles de Jarama en 1937 et de l'Èbre en 1938.
Dans les années 1950, il rentre à Malaga et y fonde, avec Manuel Agustín de Heredia (es), la Librería Anticuaria El Guadalhorce en 1956 et commence un important travail éditorial. Dès lors et jusqu'à sa mort, il édite des livres de poésie d'auteurs débutants.
En 1963, il est nommé « Chroniqueur officiel de la province de Malaga » et « Chroniqueur officiel de la ville de Malaga ».
Dans les années 1970, il ouvre et s'implique dans une galerie d'art à Alicante appelée Litoral.
Il décède des suites d'une douloureuse maladie le 25 février 1998 , et est enterré au cimetière de San Gabriel à Malaga le lendemain.

### Carrière d'écrivain

#### Alicante
Quand il arrive à Alicante vers la fin des années 1960, il entre en contact avec le monde culturel local et devient l'ami de plusieurs écrivains, poètes, peintres, collectionneurs d'art, bibliophiles, etc.
Il écrit et/ou dirige à Alicante plusieurs livres dont Cosas de Alicante, qu'il dédicace à Miguel Hernández (1972), Manolo Baeza, en la plástica alicantina (1973), Hierros de Pepe Belmonte (1973), Ante un cuadro de Antonio Lago (1973), El dibujo en la obra de Xavier Soler (1974), Los murales de Gastón Castelló (1974), Joaquín Peinado : la poesía en la pintura, avec un poème de Amelia Hurtado (1974), María Dolores Andreo, avec un poème de Salvador Pérez Valiente (es) (1975), Martínez Gamarra. Una aventura  plástica, avec un sonnet de Manuel Molina (es), un poème de Rafael Pérez Estrada (es) et un autre de Ángel Caffarena (1976), et Pérezgil, avec la collaboration spéciale de Rafael Azuar (es), Joaquín Mas Nieves, Vicente Mojica (es) et Eduardo Trives (1977).

#### Malaga et la revueLitoral

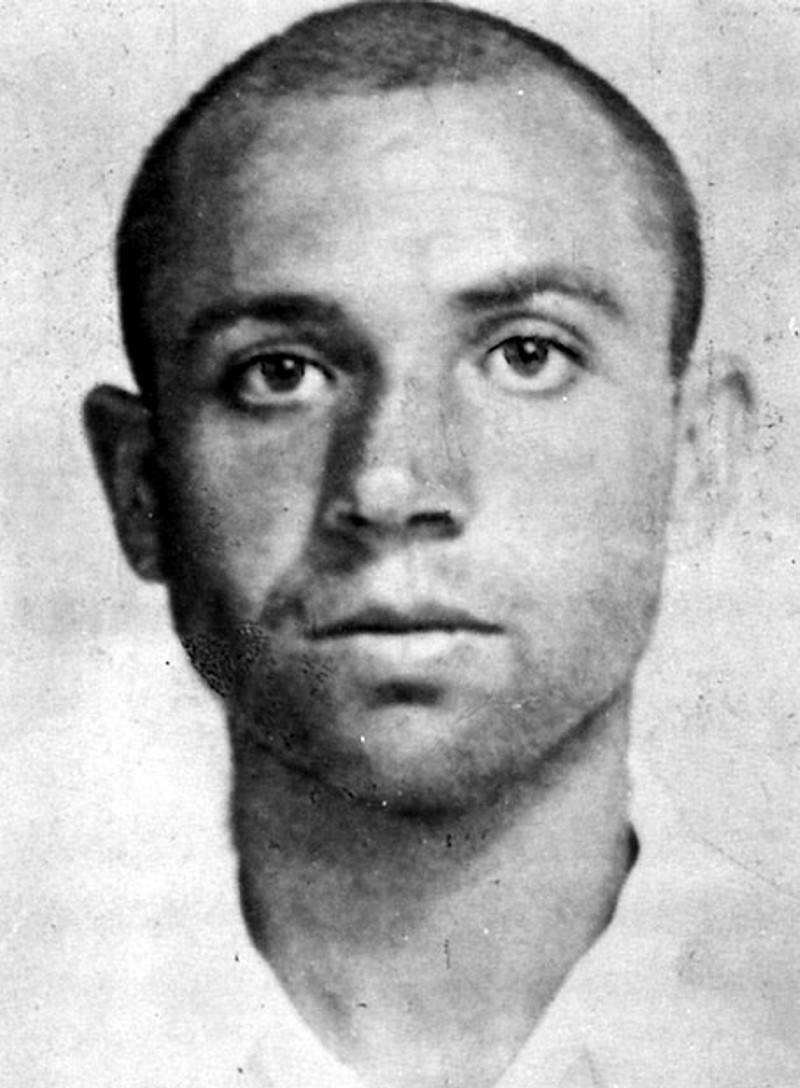
Miguel Hernández en 1939.

Très dévoué à Miguel Hernández, il écrit dans le journal de Malaga Sur (es) les articles Recuerdo de Miguel Hernández (le 1er décembre 1967) et Presencia alicantino-andaluza en la poética de Miguel Hernández (en mars 1968), reproduits par la suite dans le chapitre La poesía: Miguel Hernández du livre Cosas de Alicante.
Après avoir arrêté d'être publié à deux reprises, la revue Litoral renaît en 1968, en plein contexte de Mai 68 et toujours sous le joug de la dictature franquiste, grâce à José María Amado, qui s'appuie sur ses amis Ángel Caffarena, Jesús Ussía et les survivants de la première étape : Rafael Alberti, José Bergamín, Vicente Aleixandre, Jorge Guillén, Francisco Giner de los Ríos, etc.
Dans le no 61-62-63 du 7 novembre 1976, Caffarena participe au dossier La poesía en la cárcel dans la partie concernant Miguel Hernández (pages 176-183).
Dans le no 73-74-75 du 8 février 1978, sa participation au dossier Vida y muerte de Miguel Hernández est cette fois essentielle, et il est l'auteur de la brève anthologie du poète incluse dans ce numéro. José María Amado écrit en page 229 et en se dirigeant à Hernández que Caffarena lui rend dans ce numéro de Litoral un hommage.
Il est l'auteur de Antología de la poesía malagueña contemporánea de 1960, ainsi que de Por la Senda del sueño (1971).

### Carrière d'éditeur
Ángel Caffarena, de par son zèle et son important travail éditorial, est l'un des éditeurs les plus représentatifs de la tradition éditoriale malagueña, aux côtés de personnalités importantes telles que Emilio Prados ou Manuel Altolaguirre.
Il a publié un nombre très important d'ouvrages poétiques de langue espagnole dans la deuxième moitié du XXe siècle depuis son imprimante Sur puis Dardo, à Malaga,.

#### LaLibrería Anticuaria El Guadalhorce
À Malaga, Manuel Agustín de Heredia et lui achètent de nombreux livres « rares ou curieux », mais comme ils ne souhaitent pas s'en séparer, ils créent en 1956 la Librería Anticuaria El Guadalhorce au 31 de la rue Alameda, où ils conservent ces livres et en publient d'autres sur les imprimantes Sur et Dardo.
Conseillé par Emilio Prados, il commence une série de collections littéraires de petites éditions (qui dépasse rarement 200 exemplaires), mais de façon artisanales et de qualité.
Parmi ces collections, il édite Ediciones facsimilares de libros y documentos raros y curiosos, Cuadernos de María Cristina, Poesía malagueña contemporánea, Colección Litoral, Cuadernos de María José, Cuadernos de María José, Cuadernos de María Isabel, Colección Almoraduj et Colección Emilio Prados, ainsi que, sous le label Ángel Caffarena editor, l'Homenaje Emilio Prados.
À la suite de la mort de Caffarena en 1998, la maison d'édition du même nom ferme.

#### Jeunes poètes de Malaga
La liste des poètes qui ont publié leur premier livre sous la tutelle de Caffarena est grande et comprend des auteurs de renom tels que Jaime Siles, Pere Gimferrer, Leopoldo María Panero, Claudio Rodríguez Fer, Jenaro Talens Carmona (ca), Luis Eduardo Aute, Rafael Pérez Estrada (es), Guillermo Carnero (es), Marcos Ricardo Barnatán (es), José Infante (es), Roger Wolfe (es), Ángeles Navarro, Diego Doncel (es) ou Pablo Méndez (es).

#### Période alicantine
À Alicante, Caffarena publie ses concurrents mais amis Gonzalo Fortea et Francisco Pastor (es), de la galerie Italia.
De Fortea il publie notamment Cuento de Navidad (1971), Mi primer contacto con el millonario, avec des illustrations de José Vento González (es) (1972), Tres historias de ciencia ficción (1974) et le programme de sa pièce de théâtre Le diré que a las flores las traen las cigüeñas, avec des dessins de José Vento, sortie au Teatro Principal (Alicante) (es) le 7 juin 1973.
De Pastor il publie La distancia más corta, un recueil de poèmes agrémenté d'un prologue de José Hierro et de dessins de Baltasar Lobo (1979).
D'autres auteurs d'Alicante sont également publiés, comme le poète Manuel Molina (Miguel Hernández y sus amigos de Orihuela, en prose, en 1969 ; La Belleza y el fuego en 1972 et Versos de la vida en 1977, en vers), Vicente Mojica (Detrás de las palabras en 1973 et Árbol de mi sombra en 1976), Alfredo Gómez Gil (es) (24 poemas de nieve en 1971 et Entre fetiches y amuletos en 1974).
La publication du narrateur Manuel Girón (El accidente en 1975), du reporter Emilio Chipont (Hombres, emociones y paisajes : vol. I en 1976 ; vol. II en 1977) ou encore de l'ancien maire d'Alicante Agatángelo Soler Llorca (María la plorona en 1973) montre la diversité des sujets et des auteurs édités dans la Librería Anticuaria El Guadalhorce.

## Hommages et reconnaissance

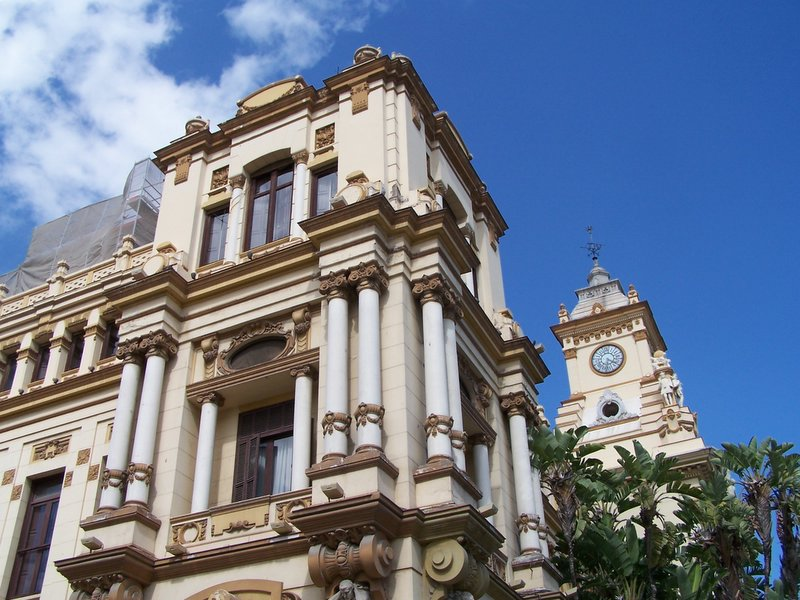
Mairie de Malaga.

Il est nommé Fils préféré de la mairie de Malaga, et s'est également vu décerner la Médaille d'Or de la ville.
Vicente Aleixandre, Prix Nobel de littérature 1977, dit d'Ángel Caffarena qu'il est « le créateur d'une Malaga imprimée qui possède du son et de la lumière », expression que Caffarena reprendra dans sa publication El Guadalhorce. Creador de una Malaga impresa que tiene sonido y luz.
Malaga possède une avenue à son nom : Avenida editor Ángel Caffarena.

## Œuvres publiées
Quelques-uns des livres qu'il a publiés sont encore référencés par le Ministère de l'Éducation, de la Culture et des Sports (sauf mention en référence).

### Œuvres comme éditeur
- (es) Gaspar de Tovar, Pintura y breve recopilacion de la obra de la Santa Iglesia Mayor de Malaga, Malaga, Librería Anticuaria de Guadalhorce, 1963, 50 p. (seulement 210 exemplaires publiés)[11]
- (es) Vicente Mojica, Arbol de mi Sombra, Malaga, Librería Anticuaria de Guadalhorce, 1976, 63 p. (seulement 800 exemplaires publiés)[12]
- (es) José Codeso García, Coctel Literario, Malaga, Librería Anticuaria de Guadalhorce, 1978, 70 p. (ISBN 978-84-400-5141-7)
- (es) José Manuel Laffón García, Atalanta y otros relatos, Malaga, Librería Anticuaria de Guadalhorce, 1978, 160 p. (ISBN 978-84-85586-01-1)
- (es) Rafael Martín Amat, Suspiros, Malaga, Librería Anticuaria de Guadalhorce, 1978, 56 p. (ISBN 978-84-85586-00-4)
- (es) José Baena Reigal, Celebración de César, Malaga, Librería Anticuaria de Guadalhorce, 1979, 60 p. (ISBN 978-84-85586-03-5)
- (es) Ana León Garcia, Málaga, filigrana de colores, Malaga, Librería Anticuaria de Guadalhorce, 1979, 90 p. (ISBN 978-84-85586-02-8)
- (es) José María Lopera Martin, Soleares, malagueñas, y nanas, Malaga, Librería Anticuaria de Guadalhorce, 1979, 92 p. (ISBN 978-84-85586-05-9)
- (es) Elena y el cisne, Malaga, Librería Anticuaria de Guadalhorce, 1981, 88 p. (ISBN 978-84-85586-10-3)
- (es) Ana Martos Ibáñez, Los Tres cultivos, Malaga, Librería Anticuaria de Guadalhorce, 1981, 86 p. (ISBN 978-84-85586-08-0)
- (es) Jorge Guillén González, Algunos poemas, Malaga, Librería Anticuaria de Guadalhorce, 1981, 100 p. (ISBN 978-84-85586-07-3)
- (es) Juan Castillo Benítez, Historia de la Cofradía del Cristo de la Vera Cruz de Alhaurín el Grande, Malaga, Librería Anticuaria de Guadalhorce, 1982, 27e éd., 100 p. (ISBN 978-84-85586-11-0)
- (es) Antonio A. Gómez Yebra, Pequeños poemas y cuentos, Malaga, Librería Anticuaria de Guadalhorce, 1985, 58 p. (ISBN 978-84-398-4524-9)
- (es) Dolores Santana Ramos, Ilusiones y vivencias, Malaga, Librería Anticuaria de Guadalhorce, 1989, 64 p. (ISBN 978-84-85586-12-7)
- (es) Claudio Guillén, La expresión total : notas sobre literatura y obscenidad, Malaga, Librería Anticuaria de Guadalhorce, 1993, 71 p.

### Œuvres comme auteur ou directeur de publication
- (es) Gloria Fuertes, Ángel Caffarena et Miquel Àngel Riera, Antologia poética, Madrid, Rumbos, 1952, 64 p.[13]
- (es) Ángel Caffarena, V Cantes, Malaga, Librería Anticuaria de Guadalhorce, 1960, 30 p. (seulement 200 exemplaires publiés)[14]
- (es) Ángel Caffarena, VI Cantes para la Feria de Utrera, Malaga, Librería Anticuaria de Guadalhorce, 1967, 12 p. (seulement 150 exemplaires publiés)[15]
- (es) Ángel Caffarena, Cuatros estaciones, Malaga, Librería Anticuaria de Guadalhorce, 1969, 27 p.[16]
- (es) Ángel Caffarena, Cosas de Alicante, Malaga, Librería Anticuaria de Guadalhorce, 1972, 62 p. (seulement 300 exemplaires publiés)[17]
- (es) Ángel Caffarena, Hierros de Pepe Belmonte, Malaga, Librería Anticuaria de Guadalhorce, 1973 (seulement 150 exemplaires publiés)[18]
- (es) Ángel Caffarena, El dibujo en la obra de Xavier Soler, Malaga, Librería Anticuaria de Guadalhorce, 1974, 29 p.[19]
- (es) Ángel Caffarena, Los Murales de Gaston Castello, Malaga, Librería Anticuaria de Guadalhorce, 1974, 37 p.[20]
- (es) Ángel Caffarena, José Luis Cano et Francisco Giner de los Rios, Heterodoxos y prerrománticos, Madrid, Ediciones Júcar, 1975, 305 p.[21]
- (es) Ángel Caffarena, Martinez Gamarra. Una aventura plastica, Malaga, Librería Anticuaria de Guadalhorce, 1976, 44 p.[22]
- (es) Ángel Caffarena, Canton Checa. Poeta del paisaje, Malaga, Librería Anticuaria de Guadalhorce, 1976, 52 p.[23]
- (es) Ángel Caffarena, Homenaje Poético a Canton Checa, Malaga, Librería Anticuaria de Guadalhorce, 1979, 100 p. (ISBN 978-84-85586-04-2)
- (es) Homenaje a María Pepa Estrada, Malaga, Librería Anticuaria de Guadalhorce, 1980, 86 p. (ISBN 978-84-85586-06-6)
- (es) Ángel Caffarena, La Evolucion de la pintura de Antonio Lago, Malaga, Librería Anticuaria de Guadalhorce, 1981, 80 p.[24]
- (es) Homenaje a Picasso, Malaga, Librería Anticuaria de Guadalhorce, 1981, 80 p. (ISBN 978-84-85586-09-7)
- (es) Ángel Caffarena, El Guadalhorce. Creador de una Malaga impresa que tiene sonido y luz, Malaga, Litoral, 1987, 91 p.[8]
- (es) Ángel Caffarena, José Luis Cano et Francisco Giner de los Rios, Poeticas y poemas, Malaga, Graficas Urania, 1991, 72 p.[25]